# Conrad Heyer
Conrad Heyer (10 d'abril de 1749 - 19 de febrer de 1856) va ser un agricultor nord-americà i veterà de la Guerra de la Independència dels Estats Units. Va morir centenari, i destaca per ser possiblement la persona més antiga en ser fotografiada.

## Biografia
Conrad Heyer va néixer al poble de Waldoboro, a l'estat de Maine. Tot i així quan ell va néixer el poble era conegut amb el nom de Broad Bay (Badia Ampla) i estava situat a la colònia britànica anomenada Província de la Badia de Massachusetts. Broad Bay havia estat un assentament que havia patit els atacs i saquejos dels Wabanaki i havia quedat abandonat. Posteriorment el lloc havia rebut l'arribada d'immigrants d'origen alemany reclutats a la Renània. Entre aquests colons hi havia els pares de Conrad Heyer, que també podria haver estat el primer nen blanc nascut a l'assentament. 

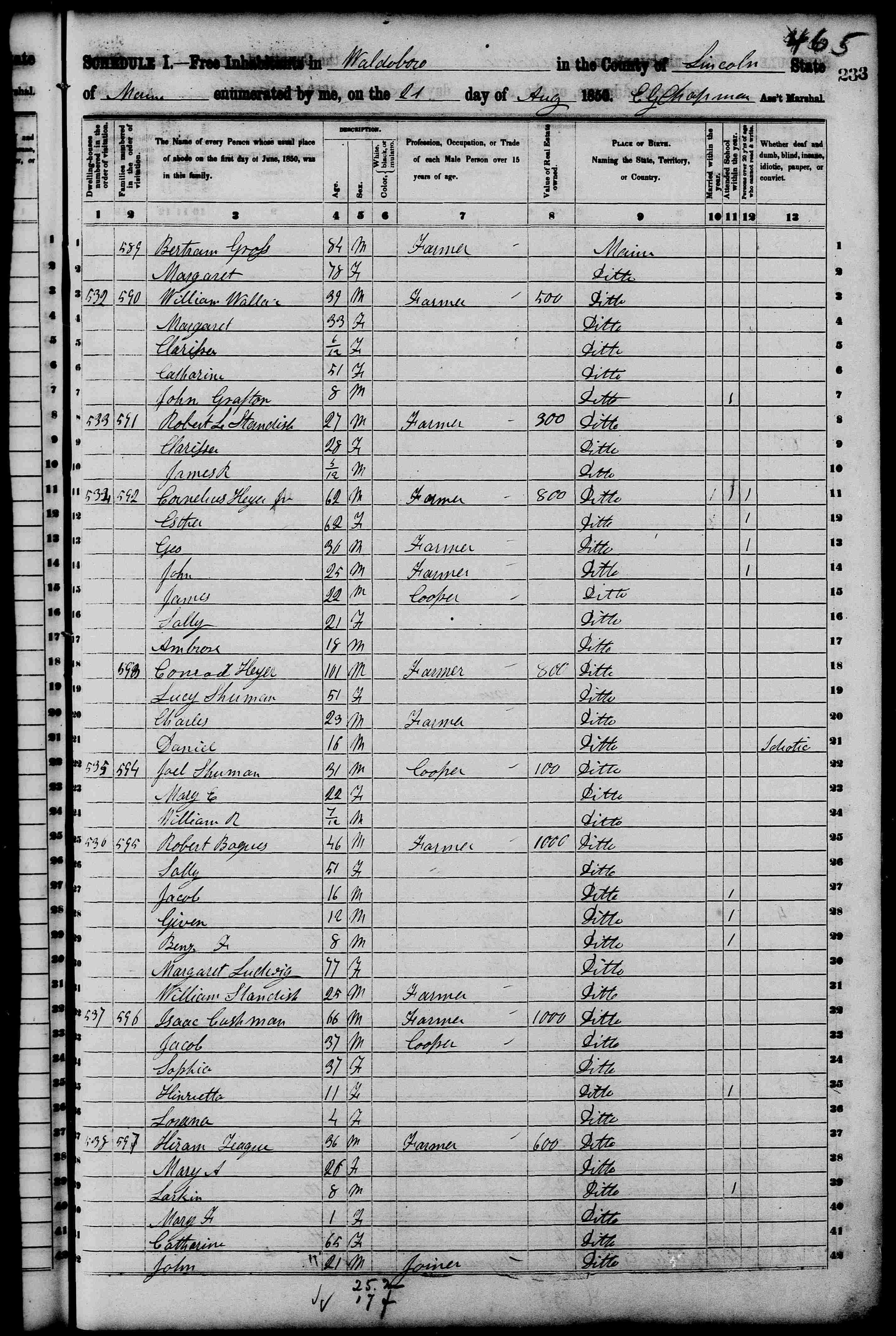
Cens de Waldoboro del 21 d'agost de 1850 on hi apareix Conrad Heyer.

Durant la Revolució Americana, Heyer va lluitar per l'exèrcit continental sota el comandament de George Washington. Fou donat d'alta el desembre de 1777. Després de la guerra, va tornar a Waldoboro, on es va guanyar la vida com a pagès fins a la seva mort el 1856, que li va arribar amb 106 anys. Va ser enterrat amb honors militars complets.

## La Fotografia
El 1852, a l'edat de 103 anys, Heyer va posar per a un retrat fet amb el procediment del daguerreotip. Per tant, es va convertir en la persona més antiga (la nascuda abans que cap altra) de la qual se sàpiga que n'existeix una fotografia. Tot i així, l'atribució d'aquest honor es troba en discussió, ja que hi ha altres candidatsː
1. un sabater anomenat John Adams, que afirmava haver nascut el 1745.[6]
2. un altre veterà de la Guerra de la Independència dels Estats Units anomenat Baltus Stone, amb un possible naixement el 1744.[5]
3. un esclau anomenat Cèsar que, segons la inscripció de la seva làpida de marbre, va néixer el 1737 i va morir el 1852, cosa que significaria que va viure, a més, 115 anys.[7]